# ولودیمیر جرون
ولودیمیر جرون (انگلیسی: Volodymyr Gerun؛ زادهٔ ۲۵ مارس ۱۹۹۴) بازیکن بسکتبال اهل اوکراین است.